# Барон Робертсон из Окриджа

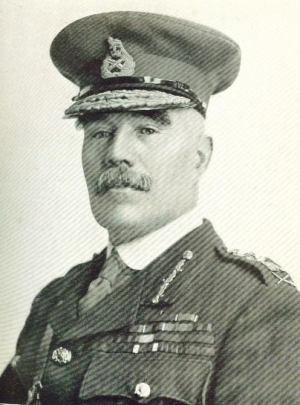
Фельдмаршал Сэр Уильям Робертсон, 1-й баронет (1860—1933)

Барон Робертсон Окриджский из Окриджа в графстве Глостершир — наследственный титул в системе Пэрства Соединенного королевства. Он был создан 29 июня 1961 года для британского военачальника, сэра Брайана Робертсона, 2-го баронета (1896—1974). Ранее он служил в качестве военного губернатора британской зоны в оккупированной Германии с 1947 по 1949 год.
Титул баронета Робертсона из Уэлборна в Баронетстве Соединённого королевства был создан в 1919 году для фельдмаршала сэра Уильяма Робертсона (1860—1933), начальника имперского генерального штаба (1915—1918).
По состоянию на 2024 год носителем титула являлся внук первого барона, 3-й барон Робертсон Окриджский (род. 1975), который сменил своего отца в 2009 году.

## Баронеты Робертсон из Биконсфилда (1919)
- 1919—1933: Фельдмаршал Сэр Уильям Роберт Робертсон, 1-й баронет (29 января 1860 — 12 февраля 1933), сын Томаса Чарльза Робертсона[1];
- 1933—1974: Генерал Сэр Брайан Хуберт Робертсон, 2-й баронет (22 июля 1896 — 29 апреля 1974), старший сын фельдмаршала Уильяма Робертсона (1860—1933), барон Робертсон из Окриджа с 1961 года.

## Бароны Робертсон из Окриджа (1961)

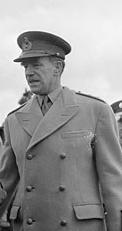
Брайан Хуберт Робертсон, 1-й барон Робертсон Окриджский (1896—1974)

- 1961—1974: Брайан Хуберт Робертсон, 1-й барон Робертсон Окриджский (22 июля 1896 — 29 апреля 1974), старший сын фельдмаршала Уильяма Робертсона (1860—1933)[2];
- 1974—2009: Уильям Рональд Робертсон, 2-й барон Робертсон Окриджский (8 декабря 1930 — 18 января 2009), единственный сын предыдущего[3];
- 2009 — настоящее время: Уильям Брайан Элворти Робертсон, 3-й барон Робертсон Окриджский (род. 15 ноября 1975), единственный сын предыдущего[4].

Нет наследника титула.